# 卡普的二十一個NP-完全問題
在計算複雜度理論內，一個極度重要的成就是史提芬·古克在1971年證明出了第一個NP-完全問題— 布爾可滿足性問題。在1972年，理查德·卡普將這個想法往前推進，發表了他著名的論文"Reducibility Among Combinatorial Problems"，其內證明了21個不同的，均因為其難解而惡名昭彰的組合數學與圖論問題，是NP-完全問題。
藉由展示出許多研究上面重要的問題是NP-完全問題，卡普促進了研究NP，NP-完備性，以及現在著名的P = NP這些問題。

## 問題
卡普的21個問題列表如下。下列问题加上了缩进排版，以表示出這些問題歸約的方向。例如，精确覆盖问题可以歸約到背包問題（Knapsack），因此背包問題是NP-完全問題。
- 布爾可滿足性問題（Satisfiability）：對於布爾邏輯內合取範式方程式的滿足性問題（一般直接叫做SAT）
  - 0-1整數規劃（0-1 integer programming）
  - 分團問題（Clique，參考獨立集）
    - Set packing（Set packing）
    - 最小顶点覆盖问题（Vertex cover）
      - 集合覆盖问题（Set covering）
      - Feedback node set（Feedback node set）
      - Feedback arc set
      - 有向哈密頓迴圈（卡普命名，现称Directed Hamiltonian cycle）
        - 無向哈密頓迴圈（卡普命名，现称Undirected Hamiltonian cycle）

  - 每句话至多3个变量的布爾可滿足性問題（Satisfiability with at most 3 literals per clause, 3-SAT）
    - 图着色问题（Chromatic number）
      - 分團覆蓋問題（Clique cover）
      - 精確覆蓋問題（Exact cover）
        - Hitting set（Hitting set）
        - Steiner tree（Steiner tree）
        - 三维匹配问题（3-dimensional matching）
        - 背包問題（Knapsack）
          - Job sequencing（Job sequencing）
          - 划分问题（Partition）
            - 最大割問題（Max cut）